# بالاروموش‌تباران
بالاروموش‌تباران (نام علمی: Tylomyini) نام یک تبار از زیرخانواده بالاروموشیان است.